# تاتسویوشی ایشیهارا
تاتسویوشی ایشیهارا (انگلیسی: Tatsuyoshi Ishihara؛ زادهٔ ۲۴ march ۱۹۶۴ (۶۰ سال)) ورزشکار اسکیت سرعت اهل ژاپن است.